# Jonas Vaičenonis
Jonas Vaičenonis (* 25. Oktober 1969 in Kaunas) ist ein litauischer Militärhistoriker und Hochschullehrer.

## Leben
Nach dem Abitur an der Mittelschule in Žaliakalnis absolvierte Jonas Vaičenonis 1996 das Bachelorstudium der Geschichte an der Vilniaus universitetas in der litauischen Hauptstadt Vilnius und 1999 das Masterstudium der Geschichte an der Vytauto Didžiojo universitetas (VDU) in Kaunas. Dort promovierte er 2003 zum Thema Die Rolle der Streitkräfte im politischen Leben der Ersten Republik Litauen in den Jahren 1927 bis 1940 (Betreuer Liudas Truska). Von 1996 bis 2004 arbeitete er als wissenschaftlicher Mitarbeiter und leitete einen Sektor im Militärmuseum Kaunas. Seit 2012 lehrt er als Professor an der VDU. Er war Mitarbeiter der Universität Klaipėda.
2020 wurde er Mitglied von Nacionalinis susivienijimas und nimmt mit der Partei bei Parlamentswahl in Litauen 2020 teil. Im Jahr 2024 aus der politischen Tätigkeit zurückgezogen.